# 罗坑镇 (江门市)
羅坑镇是廣東省江門市新會区下轄的一個鎮，總面積120平方公里，人口達3,6000。

## 地理
羅坑镇地处新会西南部，北边隔潭江与会城和司前镇相望，東边與双水镇接壤，西接台山市大江鎮。

## 歷史
明、清時，罗坑辖地分屬潮阳都、潮居都及文章都，民國時，屬第6區。1908年2月19日，孙中山来到新会牛湾火车码头会晤陈宜禧，陈宜禧等侨领均表示支持孙中山的反清革命。1938年日本入侵广东时，新宁铁路由国民政府下令拆毁。1955年改名为羅坑區，1958年10月改為人民公社。1961年，东部的小岡和西部的牛湾分别從羅坑公社分出成立公社。1984年10月羅坑、牛湾及小岡恢復為區，1987年3个區又改為鎮，2002年小岡鎮被併入雙水鎮，而牛湾镇重新併入罗坑镇至今。

## 羅坑林氏
林姓是羅坑的一大姓氏，據族譜記載，林氏乃福建莆田遷居至此，後一部分人遷至雙水、開平等地。林氏現在使用的字輩為：「弘文崇學，應隆兆昌，明道立德，舉善進良，顯宗華國，繼世傳芳,創業垂流，家澤孔長，報本追遠，聖哲賢相，忠存仁義，富貴康強，基開九牧，蕃衍萬疆，克繩祖武，光大發揚」。
相關參見 林護

## 羅坑林氏家廟
新会林氏家庙是一处始建于清代的家族祠堂建筑，属于林氏家族祭祀祖先和先贤的场所。属于广东省重点文物保护单位，“总体格局保存完整，是五邑地区规模罕见的岭南广府风格祠堂”（广东省文物考古研究所语）。宗祠是凝聚家族血缘和感情的纽带，作为家族悠久历史和传统文化的象征与标志，具有无与伦比的影响力和历史价值。其建设规模宏大，建筑布局大气，建筑艺术精湛，充分体现了古代劳动人民的勤劳智慧和艺术创造力。 当我们走进这座宏伟的古祠，便可体味昔日的匠心宏构与精心雕琢，想见它的历史辉煌。
相關人物
- 林敬剛： 香港無線電視有限公司男演員

## 行政區劃
下轄2社區15村
- 社區：罗坑社區、牛灣社區
- 村：嶺源村 (林姓)、潭岡村 (阮姓)、和平村、陳沖村 (陳姓)、天湖村 (陳姓)、罗坑村、石咀村、南聯村、下沙村、六聯村、六堡村、升平村、蘆沖村、桂林村、亨頭村 (劉姓)

## 交通

### 主要公路
- 新台高速公路（在六堡附近设有牛湾出入口）
- 雙公公路（539縣道）
- 小羅公路（541縣道）

### 公共交通
巴士
- 204 新會汽車站↔羅坑六堡
- 205 新會汽車站↔羅坑陳涌
- 207 新會汽車站↔羅坑天湖

## 文物
- 牛湾火车轮渡码头遗址
- 芦冲双拱涵洞桥遗址